# Sphenia rueppelli
Sphenia rueppelli is een tweekleppigensoort uit de familie van de Myidae. De wetenschappelijke naam van de soort is voor het eerst geldig gepubliceerd in 1850 door Adams A..